# Parthe (langue)
Cet article concerne la langue parthe. Pour le peuple parthe, voir Parthes.
Le parthe est une langue moyenne iranienne qui fut parlée au début du Ier millénaire apr. J.-C. en Iran, dans l'empire parthe. Elle était plutôt répandue dans la région correspondant en grande partie au Khorassan. Le parthe appartient au groupe des langues iraniennes du Nord-Ouest.

## Histoire du parthe
Le parthe commence à être attesté dans les trois premiers siècles du Ier millénaire apr. J.-C., dans l'empire arsacide. Pourtant les textes de cette époque sont rares, les élites de l'empire employant surtout le grec. La langue continua à être une langue officielle pendant la période sassanide dont on conserve des inscriptions bilingues en parthe et en moyen-perse.
L'essentiel de la littérature conservée en langue parthe provient du Turkestan Oriental, où à partir de la fin du XIXe siècle de nombreux documents manichéens furent trouvés par des expéditions russes puis allemandes, à Tourfan.
Dès l'époque de la conquête arabe, le parthe s'était effacé, du moins dans les villes, au profit du moyen-perse. La « liste des peuples » sogdienne, datée du IXe siècle apr. J.-C. ne connaît plus de peuple parthe.

## Attestations du parthe écrit
Les attestations du parthe écrit révélées par les fouilles archéologiques sont peu nombreuses:
- Les ostraca trouvés à Nisa (100 av. J.-C.) et dans d'autres sites de la frontière sud de l'actuel Turkménistan
- Les ostraca du Ier siècle av. J.-C. de Koumesh (province du Semnan)
- Le parchemin du Ier siècle av. J.-C. trouvé à Avroman dans la province iranienne du Kurdistan
- Certaines inscriptions numismatiques arsacides au Ier siècle apr. J.-C.
- L'inscription bilingue de Séleucie du Tigre (150-151 apr. J.-C.)
- L'inscription d'Artaban V trouvée à Suse (215)
- Des documents du IIIe siècle découverts à Doura-Europos, au bord de l'Euphrate
- L'inscription de Kal-e Djangal, près de Birdjand dans le Khorassan du Sud (première moitié du IIIe siècle)
- Les inscriptions des premiers rois sassanides et du clergé zoroastrien parthe, comprenant le Cube de Zoroastre près de Chiraz et l'inscription de Paikuli (dans l'actuelle province irakienne du Kurdistan)
- Le grand corpus de textes manichéens qui ne contient aucun idéogramme
- Quelques traces dans le Pakistan du Nord, comme la culture indo-parthe de Taxila avec Gondopharès (20 av. J.-C. - 10 apr. J.-C.), et Abdagasès, Badjaour, Khyber-Pakhtunkhwa et vers le Séistan et le Balouchestan.

## Sources
- (ru) E. K. Moltchanova (Moлчaнова, E.K.), Пapфянский язык [La Langue parthe] in Языки мира [Langues du monde]. Иранские языки II. Северо-зaпaдныe иранские языки [Les langues iraniennes II. Les langues iraniennes du Nord-Ouest], Moscou, Indrik, 1999,  (ISBN 5-85759-099-X)
- (fr) Ghilain, A., Essai sur la langue parthe. Son système verbal d'après les textes manichéens du Turkestan Oriental, Bibliothèque du Muséon, volume 8, Louvain: Institut Orientaliste, Université de Louvain, 1939 (réimpression 1966).
- (fr) Oranskij, Iosif M., Les langues iraniennes, traduit par Joyce Blau, Institut d'études iraniennes de l'Université de la Sorbonne Nouvelle, documents et ouvrages de référence 1, Paris, Librairie C. Klincksieck, 1977,  (ISBN 2-252-01991-3)